# IndyCar Series 2016
De IndyCar Series 2016 was het 21e kampioenschap van de IndyCar Series. De 100e Indianapolis 500 werd gehouden op 29 mei 2016. Het kampioenschap werd gewonnen door Simon Pagenaud, die de titel won door de laatste race te winnen. Het was zijn eerste IndyCar-titel en tevens de eerste voor een Franse coureur. Zijn Team Penske-teamgenoten Will Power en Hélio Castroneves werden tweede en derde in de eindstand.

## Schema
| Rnd | Datum        | Race naam                                     | Circuit                                     | Locatie                 |
| --- | ------------ | --------------------------------------------- | ------------------------------------------- | ----------------------- |
| 1   | 13 maart     | Firestone Grand Prix of St. Petersburg        | Stratencircuit St. Petersburg               | St. Petersburg, Florida |
| 2   | 2 april      | Desert Diamond West Valley Phoenix Grand Prix | Phoenix International Raceway               | Avondale, Arizona       |
| 3   | 17 april     | 42nd Toyota Grand Prix of Long Beach          | Stratencircuit Long Beach                   | Long Beach, Californië  |
| 4   | 24 april     | Honda Indy Grand Prix of Alabama              | Barber Motorsports Park                     | Birmingham, Alabama     |
| 5   | 14 mei       | Angie's List Grand Prix of Indianapolis       | Indianapolis Motor Speedway (binnencircuit) | Speedway, Indiana       |
| 6   | 29 mei       | 100th Indianapolis 500 presented by PennGrade | Indianapolis Motor Speedway                 | Speedway, Indiana       |
| 7   | 4 juni       | Chevrolet Indy Dual in Detroit                | Belle Isle                                  | Detroit, Michigan       |
| 8   | 5 juni       | Chevrolet Indy Dual in Detroit                | Belle Isle                                  | Detroit, Michigan       |
| -   | 12 juni*     | Firestone 600                                 | Texas Motor Speedway                        | Fort Worth, Texas       |
| 9   | 26 juni      | Kohler Grand Prix                             | Road America                                | Elkhart Lake, Wisconsin |
| 10  | 9 juli       | Iowa Corn 300                                 | Iowa Speedway                               | Newton, Iowa            |
| 11  | 17 juli      | Honda Indy Toronto                            | Stratencircuit Toronto                      | Toronto, Ontario        |
| 12  | 31 juli      | Honda Indy 200                                | Mid-Ohio Sports Car Course                  | Lexington, Ohio         |
| 13  | 22 augustus  | ABC Supply 500                                | Pocono Raceway                              | Long Pond, Pennsylvania |
| 14  | 27 augustus* | Firestone 600                                 | Texas Motor Speedway                        | Fort Worth, Texas       |
| 15  | 4 september  | Grand Prix at The Glen                        | Watkins Glen International                  | Watkins Glen, New York  |
| 16  | 18 september | GoPro Grand Prix of Sonoma                    | Sonoma Raceway                              | Sonoma, Californië      |

- De race op de Texas Motor Speedway was oorspronkelijk gepland op 11 juni, maar door hevige regenval werd de race verplaatst naar de volgende dag. Na 72 ronden werd de race opnieuw stilgelegd en verplaatst naar 27 augustus.

## Teams en rijders
| Team                                         | Motor     | Nr | Rijders             | Races             |
| -------------------------------------------- | --------- | -- | ------------------- | ----------------- |
| Team Penske                                  | Chevrolet | 2  | Juan Pablo Montoya  | Alle              |
| Team Penske                                  | Chevrolet | 3  | Hélio Castroneves   | Alle              |
| Team Penske                                  | Chevrolet | 12 | Oriol Servià        | 1                 |
| Team Penske                                  | Chevrolet | 12 | Will Power          | 2-16              |
| Team Penske                                  | Chevrolet | 22 | Simon Pagenaud      | Alle              |
| Lazier Burns Racing                          | Chevrolet | 4  | Buddy Lazier        | 6                 |
| Schmidt Peterson Motorsports                 | Honda     | 5  | James Hinchcliffe   | Alle              |
| Schmidt Peterson Motorsports                 | Honda     | 7  | Mikhail Aleshin     | Alle              |
| Schmidt Peterson Motorsports                 | Honda     | 77 | Oriol Servià        | 6                 |
| Ed Carpenter Racing                          | Chevrolet | 6  | J.R. Hildebrand     | 6                 |
| Ed Carpenter Racing                          | Chevrolet | 20 | Ed Carpenter        | 2, 6, 10, 13-14   |
| Ed Carpenter Racing                          | Chevrolet | 20 | Spencer Pigot (R)   | 7-9, 11-12, 15-16 |
| Ed Carpenter Racing                          | Chevrolet | 21 | Josef Newgarden     | Alle              |
| Chip Ganassi Racing                          | Chevrolet | 8  | Max Chilton (R)     | Alle              |
| Chip Ganassi Racing                          | Chevrolet | 9  | Scott Dixon         | Alle              |
| Chip Ganassi Racing                          | Chevrolet | 10 | Tony Kanaan         | Alle              |
| Chip Ganassi Racing                          | Chevrolet | 42 | Charlie Kimball     | 6                 |
| Chip Ganassi Racing                          | Chevrolet | 83 | Charlie Kimball     | 1-5, 7-16         |
| KVSH Racing                                  | Chevrolet | 11 | Sébastien Bourdais  | Alle              |
| KVSH Racing                                  | Chevrolet | 25 | Stefan Wilson       | 6                 |
| A.J. Foyt Enterprises                        | Honda     | 14 | Takuma Sato         | Alle              |
| A.J. Foyt Enterprises                        | Honda     | 35 | Alex Tagliani       | 5-6               |
| A.J. Foyt Enterprises                        | Honda     | 41 | Jack Hawksworth     | Alle              |
| Rahal Letterman Lanigan Racing               | Honda     | 15 | Graham Rahal        | Alle              |
| Rahal Letterman Lanigan Racing               | Honda     | 16 | Spencer Pigot (R)   | 1, 5-6            |
| Dale Coyne Racing                            | Honda     | 18 | Conor Daly (R)      | 1-12, 14-16       |
| Dale Coyne Racing                            | Honda     | 88 | Conor Daly (R)      | 13                |
| Dale Coyne Racing                            | Honda     | 19 | Luca Filippi        | 1-4, 11           |
| Dale Coyne Racing                            | Honda     | 19 | Gabby Chaves        | 5-10, 14          |
| Dale Coyne Racing                            | Honda     | 19 | RC Enerson (R)      | 12, 15-16         |
| Dale Coyne Racing                            | Honda     | 19 | Pippa Mann          | 13                |
| Dale Coyne Racing                            | Honda     | 63 | Pippa Mann          | 6                 |
| Dreyer & Reinbold Racing                     | Chevrolet | 24 | Sage Karam          | 6                 |
| Andretti Autosport                           | Honda     | 26 | Carlos Muñoz        | Alle              |
| Andretti Autosport                           | Honda     | 27 | Marco Andretti      | Alle              |
| Andretti Autosport                           | Honda     | 28 | Ryan Hunter-Reay    | Alle              |
| Andretti Autosport                           | Honda     | 29 | Townsend Bell       | 6                 |
| Andretti Herta Autosport with Curb Agajanian | Honda     | 98 | Alexander Rossi (R) | Alle              |
| PIRTEK Team Murray                           | Chevrolet | 61 | Matthew Brabham (R) | 5-6               |
| Jonathan Byrd's Racing                       | Honda     | 88 | Bryan Clauson       | 6                 |

## Uitslagen
| Ronde | Race             | Poleposition      | Snelste ronde                   | Meeste ronden aan de leiding    | Winnaar                         | Winnaar                                      | Winnaar                         |
| Ronde | Race             | Poleposition      | Snelste ronde                   | Meeste ronden aan de leiding    | Coureur                         | Team                                         | Constructeur                    |
| ----- | ---------------- | ----------------- | ------------------------------- | ------------------------------- | ------------------------------- | -------------------------------------------- | ------------------------------- |
| 1     | St. Petersburg   | Will Power        | Josef Newgarden                 | Simon Pagenaud                  | Juan Pablo Montoya              | Team Penske                                  | Chevrolet                       |
| 2     | Phoenix          | Hélio Castroneves | Tony Kanaan                     | Scott Dixon                     | Scott Dixon                     | Chip Ganassi Racing                          | Chevrolet                       |
| 3     | Long Beach       | Hélio Castroneves | Charlie Kimball                 | Hélio Castroneves               | Simon Pagenaud                  | Team Penske                                  | Chevrolet                       |
| 4     | Birmingham       | Simon Pagenaud    | Scott Dixon                     | Simon Pagenaud                  | Simon Pagenaud                  | Team Penske                                  | Chevrolet                       |
| 5     | Indianapolis GP  | Simon Pagenaud    | Alexander Rossi                 | Simon Pagenaud                  | Simon Pagenaud                  | Team Penske                                  | Chevrolet                       |
| 6     | Indianapolis 500 | James Hinchcliffe | Alexander Rossi                 | Ryan Hunter-Reay                | Alexander Rossi                 | Andretti Herta Autosport with Curb Agajanian | Honda                           |
| 7     | Detroit          | Simon Pagenaud    | Scott Dixon                     | Simon Pagenaud                  | Sébastien Bourdais              | KVSH Racing                                  | Chevrolet                       |
| 8     | Detroit          | Simon Pagenaud    | Josef Newgarden                 | Simon Pagenaud                  | Will Power                      | Team Penske                                  | Chevrolet                       |
| -     | Texas            | Carlos Muñoz      | Race uitgesteld wegens regenval | Race uitgesteld wegens regenval | Race uitgesteld wegens regenval | Race uitgesteld wegens regenval              | Race uitgesteld wegens regenval |
| 9     | Road America     | Will Power        | Max Chilton                     | Will Power                      | Will Power                      | Team Penske                                  | Chevrolet                       |
| 10    | Iowa             | Simon Pagenaud    | Josef Newgarden                 | Josef Newgarden                 | Josef Newgarden                 | Ed Carpenter Racing                          | Chevrolet                       |
| 11    | Toronto          | Scott Dixon       | Hélio Castroneves               | Scott Dixon                     | Will Power                      | Team Penske                                  | Chevrolet                       |
| 12    | Mid-Ohio         | Simon Pagenaud    | Will Power                      | Mikhail Aleshin                 | Simon Pagenaud                  | Team Penske                                  | Chevrolet                       |
| 13    | Pocono           | Mikhail Aleshin   | Will Power                      | Mikhail Aleshin                 | Will Power                      | Team Penske                                  | Chevrolet                       |
| 14    | Texas            | Carlos Muñoz      | Scott Dixon                     | James Hinchcliffe               | Graham Rahal                    | Rahal Letterman Lanigan Racing               | Honda                           |
| 15    | Watkins Glen     | Scott Dixon       | Tony Kanaan                     | Scott Dixon                     | Scott Dixon                     | Chip Ganassi Racing                          | Chevrolet                       |
| 16    | Sonoma           | Simon Pagenaud    | Tony Kanaan                     | Simon Pagenaud                  | Simon Pagenaud                  | Team Penske                                  | Chevrolet                       |

## Kampioenschap
| 1   | Simon Pagenaud     | 2*  | 2   | 1   | 1*  | 1*  | 8    | 19  | 13* | 2*  | 13  | 4   | 9   | 1   | 18  | 4   | 7   | 1*  | 659    |
| 2   | Will Power         | Wth | 3   | 7   | 4   | 19  | 6    | 10  | 20  | 1   | 1*  | 2   | 1   | 2   | 1   | 8   | 20  | 20  | 532    |
| 3   | Hélio Castroneves  | 4   | 11  | 3*  | 7   | 2   | 9    | 11  | 5   | 14  | 5   | 13  | 2   | 15  | 19  | 5   | 3   | 7   | 504    |
| 4   | Josef Newgarden    | 22  | 6   | 10  | 3   | 21  | 2    | 3   | 14  | 4   | 8   | 1*  | 22  | 10  | 4   | 22  | 2   | 6   | 502    |
| 5   | Graham Rahal       | 16  | 5   | 15  | 2   | 4   | 26   | 14  | 4   | 11  | 3   | 16  | 13  | 4   | 11  | 1   | 21  | 2   | 484    |
| 6   | Scott Dixon        | 7   | 1*  | 2   | 10  | 7   | 13   | 8   | 19  | 5   | 22  | 3   | 8*  | 22  | 6   | 19  | 1*  | 17  | 477    |
| 7   | Tony Kanaan        | 9   | 4   | 6   | 8   | 25  | 18   | 4   | 9   | 7   | 2   | 7   | 4   | 12  | 9   | 3   | 19  | 13  | 461    |
| 8   | Juan Pablo Montoya | 1   | 9   | 4   | 5   | 8   | 17   | 33  | 3   | 20  | 7   | 20  | 20  | 11  | 8   | 9   | 13  | 3   | 433    |
| 9   | Charlie Kimball    | 10  | 12  | 11  | 9   | 5   | 16   | 5   | 8   | 16  | 6   | 10  | 11  | 8   | 15  | 6   | 6   | 9   | 433    |
| 10  | Carlos Muñoz       | 8   | 22  | 12  | 14  | 12  | 5    | 2   | 6   | 15  | 10  | 12  | 17  | 3   | 7   | 7   | 11  | 15  | 432    |
| 11  | Alexander Rossi    | 12  | 14  | 20  | 15  | 10  | 11   | 1   | 10  | 12  | 15  | 6   | 16  | 14  | 20  | 11  | 8   | 5   | 430    |
| 12  | Ryan Hunter-Reay   | 3   | 10  | 18  | 11  | 9   | 3    | 24* | 7   | 3   | 4   | 22  | 12  | 18  | 3   | 13  | 14  | 4   | 428    |
| 13  | James Hinchcliffe  | 19  | 18  | 8   | 6   | 3   | 1    | 7   | 18  | 21  | 14  | 9   | 3   | 5   | 10  | 2*  | 18  | 12  | 416*   |
| 14  | Sébastien Bourdais | 21  | 8   | 9   | 16  | 24  | 19   | 9   | 1   | 8   | 18  | 8   | 7   | 20  | 5   | 10  | 5   | 10  | 404    |
| 15  | Mikhail Aleshin    | 5   | 17  | 16  | 17  | 13  | 7    | 27  | 15  | 17  | 16  | 5   | 6   | 17* | 2*  | 16  | 22  | 11  | 347    |
| 16  | Marco Andretti     | 15  | 13  | 19  | 12  | 15  | 14   | 13  | 16  | 9   | 12  | 16  | 10  | 13  | 12  | 12  | 12  | 8   | 339    |
| 17  | Takuma Sato        | 6   | 15  | 5   | 13  | 18  | 12   | 26  | 11  | 10  | 17  | 11  | 5   | 9   | 22  | 20  | 17  | 14  | 320    |
| 18  | Conor Daly         | 13  | 16  | 13  | 20  | 6   | 24   | 29  | 2   | 6   | 21  | 21  | 15  | 6   | 16  | 21  | 4   | 21  | 313    |
| 19  | Max Chilton        | 17  | 7   | 14  | 21  | 14  | 22   | 15  | 21  | 22  | 20  | 19  | 18  | 16  | 13  | 15  | 10  | 20  | 267    |
| 20  | Jack Hawksworth    | 11  | 19  | 21  | 19  | 20  | 31   | 16  | 22  | 19  | 11  | 15  | 21  | 21  | 14  | 17  | 16  | 18  | 229    |
| 21  | Spencer Pigot      | 14  |     |     |     | 11  | 29   | 25  | 17  | 18  | 9   |     | 19  | 7   |     |     | 15  | 22  | 165    |
| 22  | Gabby Chaves       |     |     |     |     | 17  | 21   | 20  | 12  | 13  | 19  | 17  |     |     |     | 14  |     |     | 121    |
| 23  | J.R. Hildebrand    |     |     |     |     | 22  | 15   | 6   |     |     |     |     |     |     |     |     |     |     | 84     |
| 24  | Oriol Servià       | 18  |     |     |     |     | 10   | 12  |     |     |     |     |     |     |     |     |     |     | 72     |
| 25  | Ed Carpenter       |     | 21  |     |     |     | 20   | 31  |     |     |     | 18  |     |     | 21  | 18  |     |     | 67     |
| 26  | Luca Filippi       | 20  | 20  | 17  | 18  |     |      |     |     |     |     |     | 14  |     |     |     |     |     | 61     |
| 27  | Townsend Bell      |     |     |     |     |     | 4    | 21  |     |     |     |     |     |     |     |     |     |     | 55     |
| 28  | RC Enerson         |     |     |     |     |     |      |     |     |     |     |     |     | 19  |     |     | 9   | 19  | 55     |
| 29  | Pippa Mann         |     |     |     |     |     | 25   | 18  |     |     |     |     |     |     | 17  |     |     |     | 46     |
| 30  | Matthew Brabham    |     |     |     |     | 16  | 26   | 22  |     |     |     |     |     |     |     |     |     |     | 37     |
| 31  | Alex Tagliani      |     |     |     |     | 23  | 33   | 17  |     |     |     |     |     |     |     |     |     |     | 35     |
| 32  | Sage Karam         |     |     |     |     |     | 23   | 32  |     |     |     |     |     |     |     |     |     |     | 22     |
| 33  | Bryan Clauson      |     |     |     |     |     | 28   | 23  |     |     |     |     |     |     |     |     |     |     | 22     |
| 34  | Stefan Wilson      |     |     |     |     |     | 30   | 28  |     |     |     |     |     |     |     |     |     |     | 14     |
| 35  | Buddy Lazier       |     |     |     |     |     | 32   | 30  |     |     |     |     |     |     |     |     |     |     | 12     |
| Pos | Rijder             | STP | PHX | LBH | ALA | IMS | QL   | 500 | DET | DET | RDA | IOW | TOR | MDO | POC | TEX | WGL | SNM | Punten |
| Pos | Rijder             | STP | PHX | LBH | ALA | IMS | INDY |     | DET | DET | RDA | IOW | TOR | MDO | POC | TEX | WGL | SNM | Punten |

| Kleur               | Resultaat                                            |
| ------------------- | ---------------------------------------------------- |
| Goud                | Winnaar                                              |
| Zilver              | 2de plaats                                           |
| Brons               | 3de plaats                                           |
| Groen               | 4de en 5de plaats                                    |
| Lichtblauw          | 6de–10de plaats                                      |
| Donkerblauw         | Gefinisht (buiten de Top 10)                         |
| Paars               | Niet gefinisht                                       |
| Rood                | Niet gekwalificeerd (DNQ)                            |
| Bruin               | Teruggetrokken (Wth)                                 |
| Zwart               | Gediskwalificeerd (DSQ)                              |
| Wit                 | Niet Gestart (DNS)                                   |
| Blank               | Nam geen deel aan de race (DNP)                      |
| Blank               | Niet geracet                                         |
| Toegevoegde info    |                                                      |
| vet                 | Pole positie (1 punt)                                |
| *                   | Meeste ronden aan de leiding (2 punten)              |
| Rood Nr.            | Snelste Ronde                                        |
| 1                   | Kwalificatie geannuleerd geen bonuspunten uitgedeeld |
| Rookie van het Jaar |                                                      |
| Rookie              |                                                      |

* James Hinchcliffe kreeg 25 punten aftrek omdat zijn auto na de race op de Texas Motor Speedway niet door de technische keuring kwam.
| Positie                       | 1   | 2  | 3  | 4  | 5  | 6  | 7  | 8  | 9  | 10 | 11 | 12 | 13 | 14 | 15 | 16 | 17 | 18 | 19 | 20 | 21 | 22 | 23 | 24 | 25 | 26 | 27 | 28 | 29 | 30 | 31 | 32 | 33 |
| ----------------------------- | --- | -- | -- | -- | -- | -- | -- | -- | -- | -- | -- | -- | -- | -- | -- | -- | -- | -- | -- | -- | -- | -- | -- | -- | -- | -- | -- | -- | -- | -- | -- | -- | -- |
| Punten                        | 50  | 40 | 35 | 32 | 30 | 28 | 26 | 24 | 22 | 20 | 19 | 18 | 17 | 16 | 15 | 14 | 13 | 12 | 11 | 10 | 9  | 8  | 7  | 6  | 5  | 5  | 5  | 5  | 5  | 5  | 5  | 5  | 5  |
| Indianapolis 500/Sonoma       | 100 | 80 | 70 | 64 | 60 | 56 | 52 | 48 | 44 | 40 | 38 | 36 | 34 | 32 | 30 | 28 | 26 | 24 | 22 | 20 | 18 | 16 | 14 | 12 | 10 | 10 | 10 | 10 | 10 | 10 | 10 | 10 | 10 |
| Indianapolis 500 kwalificatie | 42  | 40 | 38 | 36 | 34 | 32 | 30 | 28 | 26 | 24 | 23 | 22 | 21 | 20 | 19 | 18 | 17 | 16 | 15 | 14 | 13 | 12 | 11 | 10 | 9  | 8  | 7  | 6  | 5  | 4  | 3  | 2  | 1  |